# Баженово (Уренский район)
Баженово — деревня в составе Карпунихинского сельсовета в Уренском районе Нижегородской области.

## География
Находится на расстоянии примерно 25 километров по прямой на север-северо-восток от районного центра города Урень.

## История
Основана в 1810 году. В советское время работал колхоз «2-я пятилетка». В 1956 году учтено 64 жителя, в 1978 году 14 хозяйств и 40 жителей, в 1994 8 и 12 соответственно.

## Население
Постоянное население составляло 10 человек (русские 100 %) в 2002 году, 5 в 2010.